# FN Baby Browning
A 1931 Fabrique Nationale (FN) Baby Browning é uma pequena pistola semiautomática operada por blowback projetada pelo belga Dieudonné Saive com câmara para o .25 ACP (6,35x15 mm). A pistola possui uma capacidade de carregador de seis tiros e usa um mecanismo de recuo do tipo "striker-fired", de ação única. A segurança manual operada com o polegar trava o slide na posição fechada quando acionada usando a pressão lateral do polegar.

## Histórico
A FN produziu sob licença do designer de armas americano John Browning a revolucionária pistola de bolso "FN Model 1905". Apesar do nome que a FN usou para esta pistola, ela foi posteriormente comercializada como "FN Model 1906", como "V.P. .25" (V.P. denotando "Vest Pocket" ou "bolso de colete") e, também, "Baby" ("Bebê").
O cartucho .25 ACP tornou-se amplamente disponível durante esse período. O termo ACP significa "Automatic Colt Pistol" "Pistola Automática Colt". Este cartucho foi um dos primeiros cartuchos de pistola automática a ser utilizado em todo o mundo. Ele foi projetado usando um estojo com semi-aro feito de latão. O aro do estojo do cartucho tinha uma circunferência ligeiramente maior do que a sua base e uma ranhura extratora foi cortada diretamente acima dela. O headspace do cartucho foi definido no topo desta pequena borda; no entanto, a utilização do aro neste projeto complicou a mecânica do cartucho porque, enquanto ainda no carregador, o aro de um cartucho às vezes ficava preso na ranhura do extrator do cartucho seguinte (efeito conhecido como "bloqueio de aro").
A pistola "Vest Pocket" de 1905 incorporou um mecanismo de segurança na empunhadura e também uma pequena alavanca de segurança no lado esquerdo da estrutura, que travava o gatilho. Além disso, essa alavanca de segurança travava o slide cerca de meia polegada para trás da frente da pistola para permitir uma desmontagem fácil.

## Projeto
Pressionada pela proliferação de cópias não licenciadas, a FN começou a trabalhar seriamente em um produto sucessor da pistola "Vest Pocket" de 1905. Seu design básico foi usado como ponto de partida para um novo design. O Diretor de Operações da FN, Dieudonné Saive (que mais tarde projetaria a pistola Browning Hi-Power e o fuzil FN FAL) desenvolveu a nova versão durante 1926-1927.
Seu design era menor, mais leve e incorporou vários refinamentos e melhorias à pistola Vest Pocket de 1905. A segurança da empunhadura foi eliminada e a pequena alavanca de segurança no lado esquerdo do quadro foi estendida sob a tala de empunhadura em direção ao gatilho, de forma que o polegar de um atirador destro pudesse facilmente engatá-la e desengatá-la. Esse recurso permite que o usuário manipule a trava de segurança sem ter que soltar a pistola. O quadro tem uma proteção contra poeira de comprimento total que se estende até o final do slide, e uma área atrás do gatilho foi aliviada para permitir que o usuário mantenha uma aderência mais substancial do que na versão de 1905. O novo design também introduziu um mecanismo de auto-segurança semelhante ao utilizado na Colt Model 1908 Vest Pocket, que evitava que a pistola fosse disparada se o carregador fosse removido. Um indicador de arma engatilhada também foi incorporado e está preso à mola do percutor. Ele se projeta através de um orifício na parte traseira da estrutura quando a pistola está pronta para disparar.

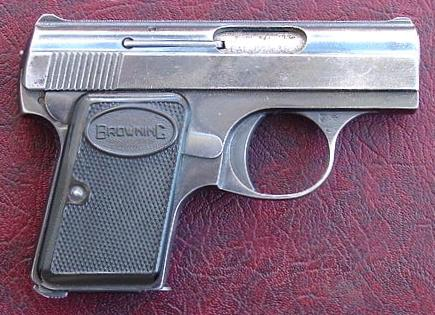
A pistola Baby Browning.

A nova versão foi comercializada com o nome de "Baby" - e algumas das talas originais de plástico endurecido termicamente foram moldadas com as iniciais "FN" na parte superior em um círculo e a palavra "Baby" na parte inferior. Esta pistola em particular veio a ser conhecida mundialmente como a pistola Baby Browning e é a pistola mostrada na imagem superior, exceto pelas talas de empunhadura marcadas "Browning" que indicam uma execução de produção mais recente (por volta de 1960 e além) utilizando polímero preto impregnado de náilon.

## Histórico de produção

### Na Europa
A FN fabricou e comercializou a Baby Browning de 1931 a 1979, embora as exportações para os Estados Unidos ocorressem apenas entre 1953-1968. Cerca de 550.000 unidades foram produzidas, incluindo a versão gravada entalhada à mão "Renaissance" e a versão "Lightweight". A Lightweight utilizava uma estrutura de alumínio 6061 T6 e corrediça cromada hexavalente (sobre níquel menos eletro) em detalhes de peças externas. Com exceção das unidades banhadas a níquel de pedido especial e das versões mencionadas acima, todas as Baby Brownings de 1931 tinham acabamento em azul quente químico. A suspensão das exportações para os EUA em 1968 foi determinada pela Lei de Controle de Armas de 1968 - que foi precipitada pelo assassinato de Robert Kennedy envolvendo um revólver fabricado pela Iver Johnson. Essa lei foi aprovada pelo então presidente Lyndon Johnson. Ela proibia a importação de certas armas de fogo, entre elas a Baby Browning de 1931 - mas não proibia a produção local dessas mesmas armas. A FN transferiu a produção da Baby Browning para a Manufacture d'armes de Bayonne (MAB) em 1979. Com sede em Bayonne, França, a MAB produziu a pistola de 1979 a 1983, quando a falência a forçou a interromper a produção. A produção da Baby Browning cessou na Europa naquela época.

### Na América do Norte (licenciada)
Durante 1982, as discussões começaram entre a FN e seu representante baseado na América do Norte Jim Stone com foco em garantir que um empreiteiro baseado na América do Norte fabricasse a Baby Browning em regime "turnkey". Em 1984, uma oficina de fabricação de parafusos suíça-canadense, a "Precision Small Parts, Ltd" (PSP), firmou um acordo de transferência de tecnologia e produção com a FN para a fabricação da pistola. Era sediada em Aurora, Ontário, e mantinha uma subsidiária em Charlottesville, Virgínia.
A FN emitiu uma encomenda à PSP de 40.000 pistolas, todas para serem exportadas para a Áustria para posterior distribuição com o logótipo Browning. O proprietário da PSP, Joseph Maygar Sênior, teve um longo relacionamento de trabalho com a FN, que remonta aos dias do Movimento de Resistência Húngara da Segunda Guerra Mundial. A PSP produzia peças de armas de fogo e submetralhadoras para a FN. Em 1985, as autoridades federais canadenses forçaram a PSP a transferir a produção da armação da pistola Baby Browning (a parte essencial de acordo com a definição legal de uma arma de fogo) para sua instalação na Virgínia, EUA, embora o lado canadense da empresa continuasse a fabricar o slide e detalhes de peças da pistola (exceto o carregador, que foi contratada pela "Mec-Gar" da Itália). Quando a subsidiária americana da PSP solicitou uma licença federal de exportação com o Departamento de Estado para transferir as pistolas para a FN por meio de seu intermediário austríaco, a licença foi negada. Naquela época, a Áustria era conhecida por ser um ponto de transbordo de armamentos para o Oriente Médio e, presumivelmente, o Departamento de Estado não queria que um grande número de pistolas Baby Browning' acabassem naquela região.
Essa ação do Departamento de Estado fez com que a PSP se tornasse insolvente. A insolvência da empresa precipitou uma venda para um grupo investidor americano com sede no Canadá em 1991 orquestrado pelo banqueiro Lenn Kristal de San Francisco, Califórnia. Durante 1995, a tecnologia e o estoque de peças do projeto FN Baby Browning foram transformados pelo grupo de investidores em uma nova entidade sob o controle e direção de Kristal, que se tornou conhecida como "Precision Small Arms, Inc." (PSA), e a pistola foi rebatizada naquela época como o "PSA-25 Baby".
Em 2019, a PSA ofereceu 27 versões da Baby Browning original de 1931, incluindo versões com acabamento de exposição que incorporam ouro laranja, verde e amarelo, gravação em cinzel à mão e materiais raros. Todas as peças de metal da PSA-25 Baby são usinadas usando centros de usinagem com controles numéricos computadorizados de 4 e 5 eixos e tecnologia de fresagem de controle dimensional do processo. Todas as peças de metal são acabadas à mão. Em 2008, uma versão de aço inoxidável 303 da pistola foi introduzida e, em 2009, uma versão com quadro de alumínio 7075-T652 forjada a mão (a "Featherweight" ou "peso pena"). As tiragens de edição limitada são feitas de aço damasco e titânio. Em novembro de 2017, a usinagem primária, o trabalho de acabamento e a montagem de todas as versões PSA da Baby Browning foram realizadas em Minden, Nevada. O US Patent Office emitiu uma patente de configuração para a PSA para a configuração da Baby Browning em 2015.
A PSA e sua antiga empresa-mãe PSP são os únicos fabricantes licenciados da pistola de bolso 6,35 mm Fabrique Nationale desde 1984, embora uma cópia tenha sido produzida nos EUA (veja abaixo).

### Na América do Norte (não licenciada)
De 1972 a 1984, a Bauer Firearms de Fraser, Michigan fabricou e comercializou a Bauer Automatic, que é uma cópia da Baby Browning usinado em aço inoxidável 416 fundido. De 1984 a 1986, esta pistola foi comercializada como "Fraser-25".

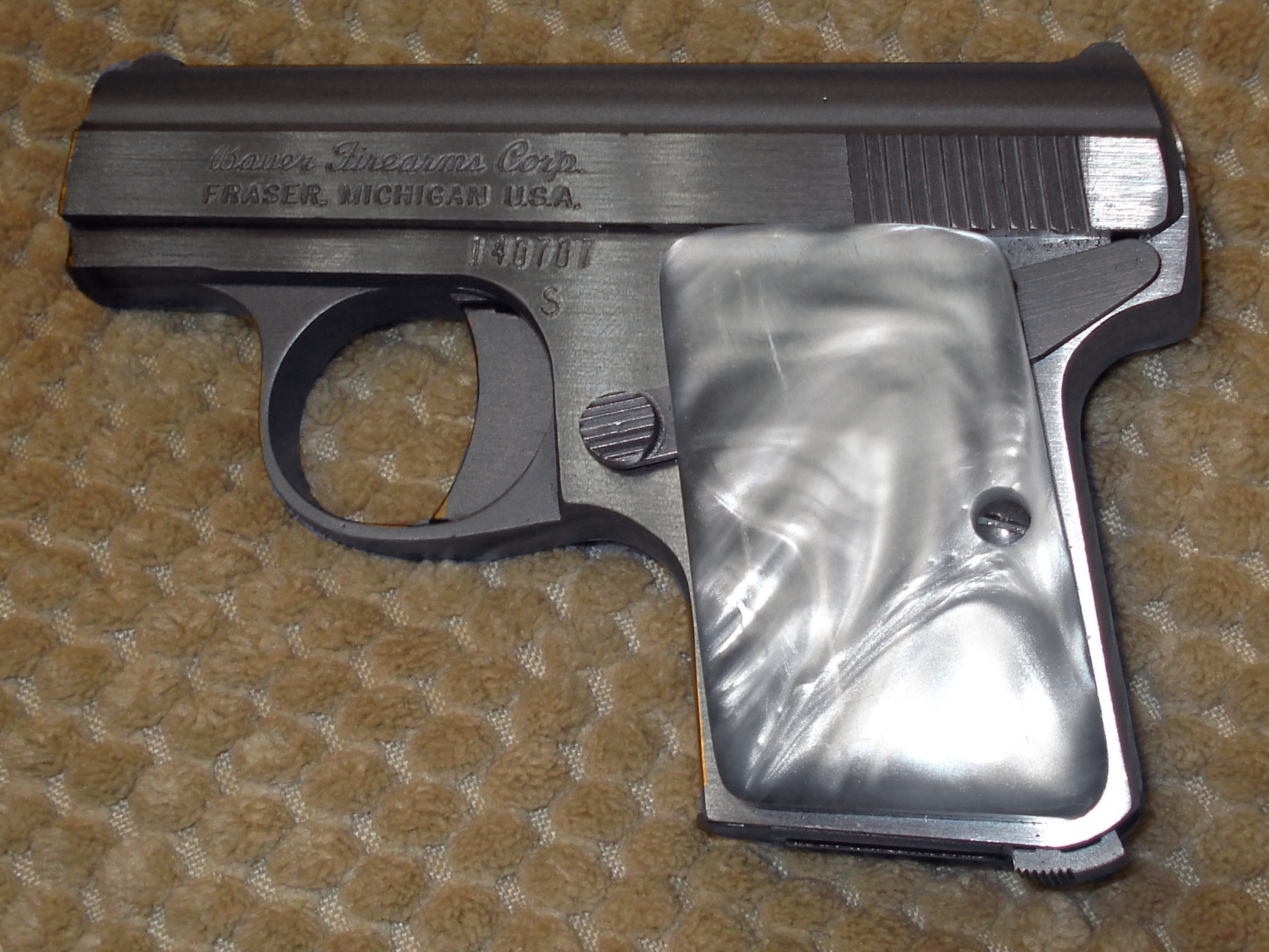
A pistola Bauer Automatic.

A "Bauer Automatic" é uma cópia aproximada da Baby Browning e foi projetada como tal para evitar reclamações de violação de direitos autorais da FN, que na época ainda tinha proteção de patente dos EUA em vários componentes da Baby Browning 1931. Por exemplo, a "Bauer Automatic" foi produzida usando 416 peças fundidas de aço inoxidável, enquanto o slide e a estrutura da FN Baby Browning foram originalmente produzidas a partir de barras de aço carbono 8620. (No entanto, com a compra de uma operação de fundição por injeção baseada na Europa durante o início de 1970, o quadro e o slide da pistola FN foram produzidos com fundições de aço carbono 8620). A "Bauer Automatic" utilizava uma mola de segurança automática diferente e o cano era removido (e o slide era liberado da estrutura) girando-o 45 graus no sentido horário, em vez de no sentido anti-horário, como é o caso da FN Baby Browning. A "Bauer Automatic" tem gravação em ambos os lados do slide, enquanto a FN Baby Browning tem gravação apenas no lado oposto à porta de ejeção. Esta cópia da Baby Browning não é conhecida por suas tolerâncias de usinagem consistentes. Muitas peças são intercambiáveis com a FN Baby Browning, incluindo talas de empunhadura, carregadores e várias peças internas.